# 三河海老站

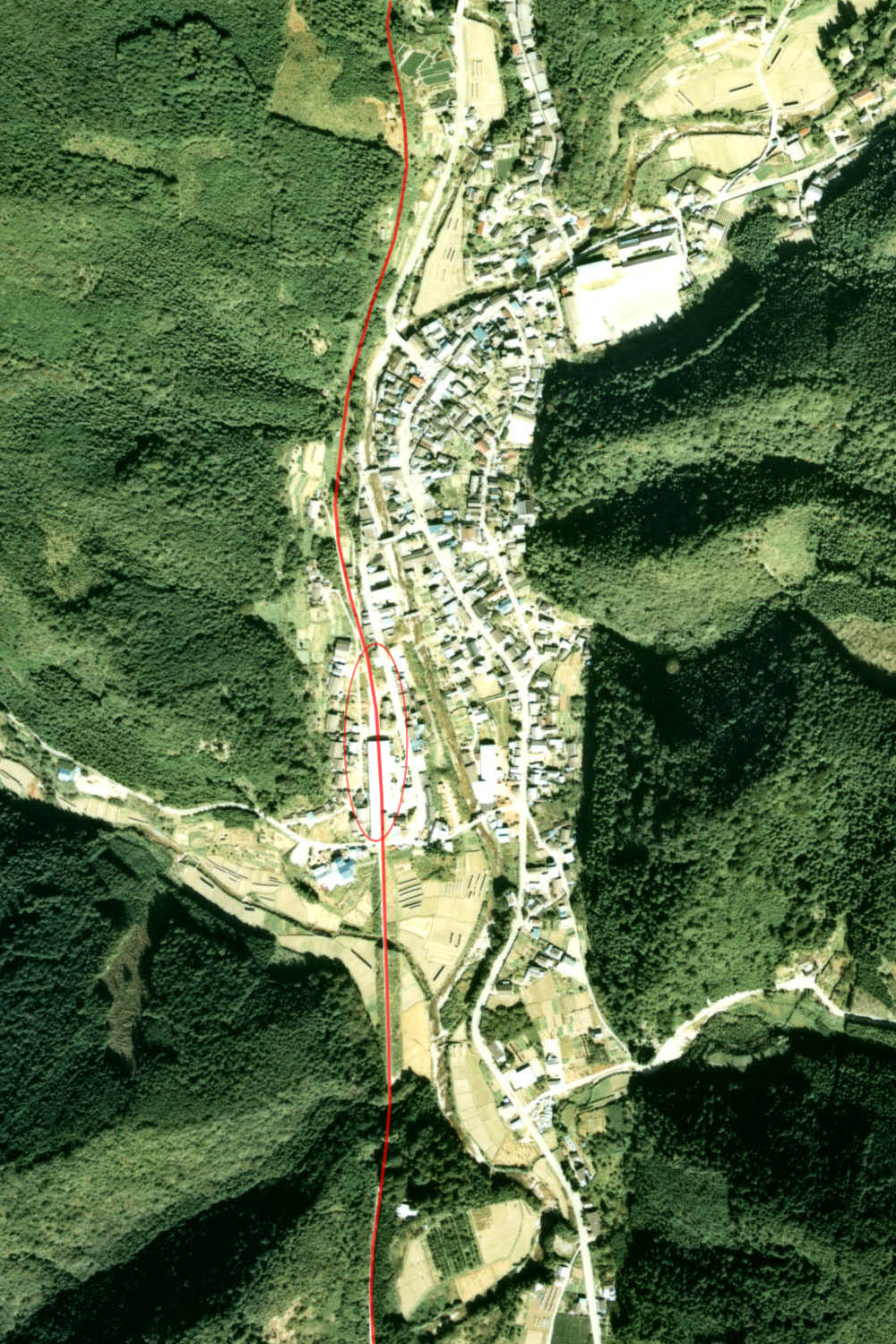
在1977年的三河海老站遺址與周邊地方。紅色圓圈的地方是車站遺址附近。紅線是田口線的廢線遺跡。

三河海老站（日语：／ Mikawa-ebi eki */?）是位於愛知縣南設樂郡鳳來町（現時：新城市）海老字千原田，豐橋鐵道田口線的鐵路車站（廢站）。
在1929年（昭和4年），田口鐵道開設此站。在1956年（昭和31年）成為豐橋鐵道的車站。在1968年（昭和43年），隨著路線廢除，此站也被廢除。此站是南設樂郡海老町（廢線前為鳳來町，現時：新城市）內其中一座車站。

## 歷史
車站所在地海老，是一個在連接豐橋和長野縣飯田之間的「伊那街道」上之其中一個宿場町。在明治時代，該區已經比較繁榮，後來由於人口增加，於1894年（明治27年）成為一個町，名為海老町。
關於把鐵路線延伸至海老町。在1894年，東參鐵道申請路線敷設許可，從官營鐵道的豐橋站作為起點，連接至海老村（當時），後來敷設權被豐川鐵道奪去。由豐川鐵道取得敷設權後，於1900年（明治33年）把鐵路線延伸至南設樂郡內的大海站。該鐵路線成為了現時JR飯田線的南部區間。在踏入大正時代的1923年（大正12年），豐川鐵道的姊妹公司鳳來寺鐵道，從大海站出發，沿宇連川旁繼續延伸鐵路線，使海老町排除在鐵路網外。隨著豐川鐵道延伸至大海站，該站與海老町之間開設了馬車服務。在1919年（大正8年），連接大海至田口（現時：設樂町田口），途經海老的巴士路線開通，使海老開始設有公共交通服務。
開設此站的公司田口鐵道，是上述豐川鐵道和鳳來寺鐵道的相關公司。隨著田口鐵道第一期線鳳來寺口站（後來名為本長篠站）至此站之間開通，此站也於1929年（昭和4年）5月22日啟用。當時暫時是路線的終點站。在海老以北，連接此站至清崎站之間的第二期線於1930年（昭和5年）開通。後來第三期線（清崎至田口的三河田口）在1932年（昭和7年）開通。使鳳來寺口站至三河田口站之間全線開通。但是在鐵路開通後，町上的人口開始減少，這是由於鐵路開通後，作為町中心的角色減弱了，人們都搬遷到城市中心居住。
在1956年（昭和31年）10月1日，田口鐵道合併至豐橋鐵道後，此站成為豐橋鐵道田口線的車站。
在合併8年後的1964年（昭和39年），隨著豐橋鐵道的赤字愈來愈嚴重，因此決定廢除田口線。田口線在1968年（昭和43年）廢線前曾經受到數個颱風吹襲而造成鐵路設施損毀。使最後還在營運的區間只剩下本長篠站至此站之間，此站再次成為終點站。在9月1日，田口線被廢除，轉換為巴士服務，此站也被廢除。
截至2012年（平成24年），連接本長篠站與設樂町田口之間的豐鐵巴士田口新城線，該巴士路線從新城站附近的新城市民醫院(從前名為新城醫院前)巴士站出發，途經本長篠站前往田口。在海老內，巴士於愛知縣道32號長篠東榮線（伊那街道）上行走。在廢站附近的字南貝津處設置了「海老」巴士站。

## 車站構造
此站是地面車站，設有2面2線的相對式月台和1面1線的單式月台，當中單式月台只可折返往本長篠方向，沒有路軌連接田口方向。此站可進行列車交會。站內設有鐵路車廠和變電站，成為了整條線的中樞。
此站是有人車站。截至1956年（昭和31年），站內共有7人當值，包括站長。

## 使用狀況
在1957年度，乘車人次為127,000人（平均1日348人），當中約四成（56,000人）為定期票的乘客。在田口線11座車站中，為第四多人使用的車站。
在同一年度的貨運量方面，發送為2,783公噸，到達為506公噸。在田口線設有貨運業務的7座車站中，此站的貨運量排名第六。

## 遺址
車站遺址一部分變成了停車場，另外靠近本長篠一方的範圍變成了新城市海老構造改善中心。站舍在廢線後還存在，直至1994年（平成6年）才拆毀。在2016年3月尾前，車站遺址曾經設有一座名為「海老車庫」的巴士站，停靠該站的路線是本長篠站前至海老車庫前之間系統，而上述提及新城市民醫院至田口之間的系統不會途經海老車庫前。

## 相鄰車站
豐橋鐵道
田口線
三河大石－三河海老－瀧上

## 注腳
1. ↑  《角川日本地名大事典》23、pp169,246-247
2. 1 2  《鳳來町誌》歷史編，p.814-816
3. ↑  《鳳來町誌》歷史編，p.817
4. ↑  《鳳來町誌》交通史編，p.242
5. 1 2  《日本鐵道旅行地圖帳》7號，p.37-38
6. ↑  《鳳來町誌》田口鐵道史編，p.58-59,64
7. ↑  《鳳來町誌》田口鐵道史編，p.58-59
8. ↑  《鳳來町誌》田口鐵道史編，p.152
9. ↑  《鳳來町誌》田口鐵道史編，p.161-162
10. ↑  《鳳來町誌》田口鐵道史編，p.186
11. ↑  《鳳來町誌》田口鐵道史編，p.172-173
12. ↑  「豊鉄バス路線系統図 新城営業所管内PDF」（豐鐵巴士官網），2015年10月22日參閱
13. ↑  Mapion電話帳 海老バス停，2012年7月20日參閱
14. ↑  白井良和. . 鐵道畫刊 (鐵道圖書刊行會). 1986-03, (461): 59 （日语）.
15. ↑  《鳳來町誌》田口鐵道史編，p.64
16. ↑  《タイムスリップ飯田線》，p.168
17. ↑  《圖錄》，p.8
18. 1 2  《愛知縣統計年鑑》昭和34年版，p.386
19. ↑  《私鉄の廃線跡を歩く》2，p.55
20. ↑  《消えた轍》3，p.126
21. ↑  《新鉄道廃線跡を歩く》3，p.131,133
22. ↑  Mapion電話帳 海老車庫前バス停，2012年7月20日參閱

## 相關項目
- 日本鐵路車站列表 Mi

- 日本鐵路車站列表 Mi